# Chi Hoa sữa
Chi Hoa sữa (danh pháp khoa học: Alstonia) là một chi phổ biến rộng bao gồm các cây gỗ và cây bụi thường xanh thuộc họ La bố ma (Apocynaceae). Nó được Robert Brown đặt tên khoa học năm 1811, lấy theo họ của Charles Alston (1685-1760), giáo sư về thực vật học tại Edinburgh trong khoảng các năm 1716-1760.
Loài điển hình của chi này là Alstonia scholaris (L.) R.Br., nguyên thủy có danh pháp Echites scholaris do Linnaeus đặt năm 1767.

## Miêu tả
Chi Alstonia bao gồm khoảng 40-60 loài (theo các nguồn khác nhau), có nguồn gốc ở khu vực nhiệt đới và cận nhiệt đới châu Phi, Trung Mỹ, Đông Nam Á, Polynesia, New South Wales, Queensland và miền bắc Úc, với phần lớn các loài thuộc khu vực Malesia.
Các loài cây này có thể là khá lớn, chẳng hạn Alstonia pneumatophora, được ghi nhận là cao tới 60 m và đường kính thân cây trên 2 m. Hoa sữa lá dài (Alstonia longifolia là loài duy nhất sinh sống ở Trung Mỹ (chủ yếu là cây bụi, nhưng cũng thấy có cây cao tới 20 m).
Các lá đơn, bóng mặt như da, không cuống có dạng hình elíp, hình trứng, hình mác hay thẳng và có dạng nêm ở gốc lá. Phiến lá thuộc loại lưng-bụng, kích thước trung bình tới lớn và được sắp xếp theo kiểu đối nhau hoặc mọc thành vòng, các mép lá nhẵn. Gân lá hình lông chim, với nhiều gân kết thúc tại gân mép lá.
Cụm hoa mọc ở đầu ngọn hay nách lá, bao gồm các xim hay tán phức tạp. Các hoa nhỏ hình phễu, có mùi thơm, màu trắng, vàng, hồng hay lục, mọc trên cuống nhỏ và đối diện với các lá bắc. Chúng có 5 cánh hoa và 5 lá đài, sắp xếp thành 4 vòng xoắn. Các hoa sinh sản là loại lưỡng tính. Các lá đài hợp màu lục bao gồm các thùy hình trứng và phân bổ trong một vòng. Đĩa đệm hình khuyên là loại dưới bầu. Năm cánh hoa hợp có các thùy thuôn hay hình trứng và phân bổ trong một vòng. Các thùy của tràng hoa gối lên mé trái (ở A. rostrata) hay mé phải (ở A. macrophylla) trong chồi hoa. Bầu nhụy có 2 quả đại tách rời với các hạt thuôn dài không lông hay có lông mịn phát triển thành quả nứt dạng giống như quả đậu màu lam sẫm, dài khoảng 7–40 cm. Các loài cây này chứa nhựa màu trắng như sữa, rất giàu các ancaloit có độc tính. Alstonia macrophylla được biết đến tại Sri Lanka dưới tên gọi 'havari nuga' hay 'cây đa tóc giả' do các hoa của nó trông giống như bộ tóc giả dài của phụ nữ.
Các loài Alstonia cũng được sử dụng trong y học cổ truyền. Vỏ của Alstonia constricta và Alstonia scholaris là nguồn cung cấp thuốc chữa bệnh sốt rét, đau răng, thấp khớp và rắn cắn. Nhựa cây được dùng để giảm ho, đau họng và hạ sốt. 
Nhiều loài Alstonia cung cấp gỗ có giá trị thương mại, được gọi là pule hay pulai tại Indonesia và Malaysia. Các cây trong nhánh Alstonia sản sinh ra gỗ nhẹ, trong khi các cây trong nhánh Monuraspermum và Dissuraspermum sinh ra gỗ nặng.
Các loài trong chi Alstonia phân bổ rộng và nói chung không bị nguy cấp. Tuy nhiên, một số ít loài là rất hiếm, chẳng hạn hoa sữa Trung Bộ (A. annamensis), A. beatricis, A. breviloba, A. stenophylla và hoa sữa Quảng Tây (A. guangxiensis).

## Các loài
Alstonia có năm nhánh phân biệt, mỗi nhánh này là một nhóm đơn ngành: Alstonia, Blaberopus, Dissuraspermum, Monuraspermum, Tonduzia.

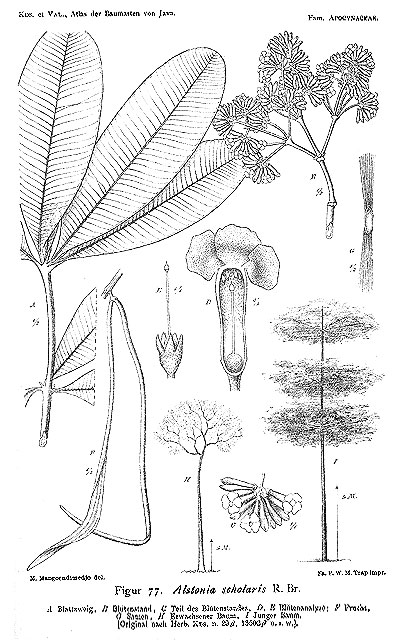
Hoa sữa (Alstonia scholaris)

- Alstonia actinophylla (A.Cunn.) K.Schum. - Hoa sữa Úc
- Alstonia acuminata Miq.
- Alstonia annamensis (Monach.) K.Sidiyasa - Hoa sữa Đông Nam Á
- Alstonia angustifolia A.DC. - Hoa sữa lá nhỏ, Gạc nai, Tờ ra xa
- Alstonia balansae Guillaumin
- Alstonia beatricis K.Sidiyasa
- Alstonia boonei De Wild.
- Alstonia boulindaensis Boiteau
- Alstonia brassii Monachino
- Alstonia breviloba K.Sidiyasa
- Alstonia calophylla Miq.
- Alstonia comptonii S.Moore
- Alstonia congensis Engl.
- Alstonia constricta F.Muell. – Vỏ đắng, Ký ninh, Chữa sốt Australia
- Alstonia coriacea Pancher & S.Moore
- Alstonia costata R.Br.
- Alstonia cuneata Wall. & G.Don
- Alstonia curtisii King & Gamble
- Alstonia deplanchei Van Heurck & Müll.Arg.
- Alstonia duerckheimianan Schltr.
- Alstonia edulis G.Benn.
- Alstonia elliptica J.W.Moore
- Alstonia esquirolii H.Lév.
- Alstonia eximia Miq.
- Alstonia ficifolia S.Moore
- Alstonia filipes Schltr. ex Guillaumin
- Alstonia fragrans J.W.Moore
- Alstonia gilletii De Wild.
- Alstonia glabriflora Markgr.
- Alstonia godeffroyi Reinecke
- Alstonia grandifolia Miq.
- Alstonia guangxiensis D.Fang & X.X.Chen
- Alstonia henryi Tsiang
- Alstonia iwahigensis Elmer
- Alstonia kurzii Hook.f.
- Alstonia lanceolata Van Heurck & Müll.Arg.
- Alstonia lanceolifera S.Moore
- Alstonia legouixiae Van Heurck & Müll.Arg.
- Alstonia lenormandii Van Heurck & Müll.Arg.
- Alstonia linearifolia Guillaumin
- Alstonia linearis Benth.
- Alstonia longifolia (A.DC.) Pichon
- Alstonia longissima F.Muell.
- Alstonia macrophylla Wall. ex G.Don
- Alstonia mairei H. Léveillé - Hoa sữa Maire, Mạy đót hương, Mớp Maire
- Alstonia marquisensis M.L.Grant ex Fosberg & Sachet
- Alstonia micrantha Ridl.
- Alstonia mollis Benth.
- Alstonia montana Turrill
- Alstonia muelleriana Domin
- Alstonia neriifolia D.Don.
- Alstonia oblongifolia Merr.
- Alstonia odontophora Boiteau
- Alstonia pachycarpa Merr., Chun & Tsiang
- Alstonia pangkorensis King & Gamble
- Alstonia parvifolia Merr.
- Alstonia paucinervia Merr.
- Alstonia paupera (đồng nghĩa A. mairei) – Hoa sữa lá nhỏ
- Alstonia penangiana K.Sidiyasa
- Alstonia plumosa Labill.
- Alstonia pneumatophora Backer ex L.G.Den Berger
- Alstonia polyphylla Miq.
- Alstonia quaternata Van Heurck & Müll.Arg.
- Alstonia reineckeana Lauterb.
- Alstonia retusa S.Moore
- Alstonia roeperi Van Heurck & Müll.Arg.
- Alstonia rostrata C.E.C.Fischer
- Alstonia rubiginosa K.Sidiyasa
- Alstonia rupestris Kerr
- Alstonia saligna S.Moore
- Alstonia scholaris (L.) R.Br. – Hoa sữa, Mò cua, Mù cua
- Alstonia sericea Blume
- Alstonia setchelliana Christoph.
- Alstonia smithii Markgr.
- Alstonia somersetensis F.M.Bailey
- Alstonia spathulifolia Guillaumin
- Alstonia spatulata Blume – Mốp, Mớp, Mò cua nước, Hoa sữa lá bàng, Bóng nước Thái Lan
- Alstonia spectabilis R.Br.
- Alstonia sphaerocapitata Boiteau
- Alstonia stenophylla Guillaumin
- Alstonia subsessilis Miq.
- Alstonia twahigensis
- Alstonia undulata Guillaumin
- Alstonia undulifolia K.M.Kochummen & K.M.Wong
- Alstonia venenata R.Br.
- Alstonia verticillosa F.Muell.
- Alstonia vieillardii Van Heurck & Müll.Arg.
- Alstonia vietnamensis D. J. Middleton - Hoa sữa Việt Nam
- Alstonia villosa Blume
- Alstonia vitiensis Seem.
- Alstonia yunnanensis Diels